# A.P. Møller og Hustru Chastine Mc-Kinney Mærsk Møllers Fond til almene Formaal
A.P. Møller og Hustru Chastine Mc-Kinney Møllers Fond til almene Formaal, ofta benämnd Almenfonden, är en dansk allmännyttig stiftelse.
A.P. Møller og Hustru Chastine Mc-Kinney Møllers Fond til almene Formaal stiftades av Arnold Peter Møller 1953 med syfte att låsa verksamheten i A.P. Møller-Maerskkoncernen i fortsatt danskt ägarskap. Den är direkt och genom sitt helägda holdingbolag majoritetsägare i A.P. Møller-Mærsk A/S huvudägare i denna koncern. Fondens förmögenhet är inte känd, men enbart denna aktiepost var 2006 värd över 90 miljarder danska kronor.
Almenfondens styrelseordförande var Arnold Mærsk Mc-Kinney Møller till sin död i april 2012, och vice ordförande var dottern Ane Mærsk Mc-Kinney Uggla. Fonden heläger det 2013 grundade holdingbolaget A.P. Møller Holding A/S. 
Fonden har som ändamål att stödja:
- Dansk kultur i Sønderjylland (norr och söder om gränsen mellan Danmark och Tyskland)
- Samarbete och kulturella samprojekt mellan Danmark och de andra skandinaviska länderna
- Danskt sjöfolks utbildning, kyrkor och sjömanshem
- Dansk sjöfart och industri
- Vetenskapliga ändamål, framför allt medicinsk vetenskap
- Andra välgörenhetsändamål

## Donationer i urval
- 1982: Uppbyggnad av Ladelund Ungdomsskole i Sydslesvig
- 1983: Uppbyggnad av Amaliehaven i Köpenhamn
- 1989: Renovering av Citadellet Fredrikshavn
- 1997: Renovering av ryttarstatyn över Frederik V på Amalienborg Slotsplads
- 1999: Uppbyggnad av Mærsk Mc-Kinney Møller Instituttet vid Syddansk Universitet i Odense
- 2004: Operaen på Holmen, det nya operahuset i Köpenhamn
- 2007: Restaureringen av fregatten Jylland
- 2007: Byggnation av helikopterplatta på Rigshospitalets tak
- 2008: Uppbyggnad av A.P. Møller Skolen i staden Schleswig i Sydslesvig
- 2011: 3,3 miljoner danska kronor i donation till Henriette Hørlücks Skole